# Dubbelporträtt av bröderna Grimm
Dubbelporträtt av bröderna Grimm (tyska: Doppelporträt der Brüder Jacob und Wilhelm Grimm) är en oljemålning av Elisabeth Jerichau Baumann. Den målades 1855 och ingår i samlingarna på Alte Nationalgalerie i Berlin.
Under sex dagar i maj 1855 i samband med att Jerichau Baumann besökte Berlin stod bröderna Grimm modell för henne. Det är ingen tillfällighet att det finns ett stort antal dubbelporträtt av bröderna, som var oumbärliga för varandra under hela livet. Jacob, som avbildas till höger i profil, förblev ungkarl, medan Wilhelm var gift och hade tre barn. Det var den senares son Herman som 1876 donerade målningen till nationalgalleriet i Berlin. Målningen prydde tyska sedlar av valören 1 000 mark under 1990-talet.